# Јелисавета Куманка
Јелисавета Куманка (мађ. Erzsébet; око 1240 — пре 1290) је била угарска краљица, супруга Стефана V и мајка Ладислава IV. Као регент је владала Угарском од 1272. до 1277. године. Носила је и титулу кнегиње Мачве и бановине Усоре и Соли.

## Биографија
Историчари верују да је Шејхан, коме је Јелисаветин таст Бела IV издао повељу, Јелисаветин отац. Кумани су племе Куманско-кипчачке конфедерације. Кумани су практиковали шаманску религију те су у Византији и осталим хришћанским државама Европе сматрани за пагане. Према мишљењу других историчара, отац Јелисавете је Котан. Котан је 1238. године предводио кумански народ који се пред Монголима склонио на територију Угарског краљевства. Краљ Бела је дозволио Котану да се насели. За узврат, Кумани су прешли у хришћанску веру и признали врховну власт краља. Споразум је запечаћен веридбом Јелисавете и краљевог најстаријег сина Стефана који је тада још био беба. Године 1241. отпочела је монголска инвазија Европе под вођством Бату-кана и Субудаја. Котан је убијен у завери мађарских племића који су се плашили да ће пребести на непријатељску страну. Након повлачења Монгола, краљ Бела се вратио из Аустрије. По повратку је отпочео са обновом своје земље. Иако је Котан преминуо, веридба је и даље била на снази. Јелисавета се крстила по римокатоличком обреду. Брак је склопљен 1253. године. Младожења је тада имао дванаест година, а Јелисавета отприлике исто толико. Након смрти свога таста, Јелисавета је постала краљица Угарске (1270). Стефан је умро 6. августа 1272. године. Јелисавета је као регент свог десетогодишњег сина Ладислава IV владала државом до 1277. године. Јелисавета је у својим рукама 1280. године објединила власт над Мачванско-усорском бановином. Последњи пут се са титулом кнегиње Мачве и Босне Јелисавета помиње 11. јула 1284. године. Тада је ове територије уступила сремском краљу Драгутину. Драгутин је био ожењен Јелисаветином ћерком Катарином. Друга Јелисаветина ћерка, такође Јелисавета, била је једна од супруга Драгутиновог брата Милутина, српског краља (1282–1321).
Ладислав је подржавао полупаганске Кумане од којих је потицала његова мајка. Носио је куманске хаљине, а био је окружен куманским конкубинама. То није било по вољи мађарског племства. Убијен је у свом шатору од стране Кумана који су били огорчени његовим покушајима да се приближи мађарском племству (10. јул 1290. године). Јелисавета је у то време изгледа већ била мртва. О њој нема помена у време владавине Ладиславовог наследника Андрије III. Непозната је година њене смрти.

## Потомство
Стефан и Јелисавета имали су шесторо деце:
- Јелисавета (око 1255 - 1313), удата најпре за Завиша Витковца, господара Розенберга, а касније за српског краља Стефана Милутина (1282-1321). Мајка је српске принцезе Зорице.
- Катарина (око 1257 - после 1314), удата за српског краља Стефана Драгутина (1276-1282). Мајка је Владислава II.
- Марија (око 1258 - 25. март 1323), удата за краља Карла II Напуљског (1285-1309).
- Ана (око 1260 - 1281), удата за византијског цара Андроника II Палеолога (1272–1328).
- Ладислав IV (август 1262 - 10. јул 1290), ожењен Елизабетом Сицилијанском.
- Андрија (1268-1278), војвода Славоније.